# Cedric De Zutter
Cedric De Zutter (* 27. Januar 1992 in Eeklo) ist ein ehemaliger belgischer Tennisspieler.

## Karriere
Cedric De Zutter spielte so gut wie gar nicht auf der ITF Junior Tour und kam 2011 zu seinem ersten Profimatch auf der ITF Future Tour im Doppel, wo er auf Anhieb das Halbfinale erreichte. In den folgenden Jahren spielte er einige weitere Turniere, konnte 2013 einen Future-Titel gewinnen und erreichte kurz darauf mit Rang 913 seine beste Platzierung in der Weltrangliste, während er sich im Einzel nie in jener platzieren konnte.
2010 begann er ein Studium an der University of Memphis, wo er College Tennis spielte und das er 2014 abschloss.
Mit seinem College-Doppelpartner Connor Glennon gewann er 2017 den Southern Adult Indoor title in Memphis, womit sich die Paarung eine Wildcard für das Turnier der ATP World Tour in Memphis verdiente, wo sie gegen die Paarung Ryan Harrison/Steve Johnson glatt verloren. Danach spielte er kein Turnier mehr.